# 澳門保安部隊博物館
澳門保安部隊博物館（葡萄牙語：Museu das Forças de Segurança de Macau）前稱軍事博物館（Museu Militar），是一所位於澳門兵營斜巷澳門保安部隊事務局大堂內、以軍事為題材的博物館，由澳門保安部隊事務局管轄。

## 歷史
葡萄牙軍隊在康乃馨革命後陸續撤出澳門，該軍隊曾駐紮及作為在澳門地區司令部的嘉思欄兵營於1976年起作為統領澳門內部的軍事化保安部隊行政中心。當局於1984年在澳門保安部隊司令部辦公大樓內設立軍事博物館（Museu Militar）；博物館經過多次變遷後於2004年11月16日正式易名為澳門保安部隊博物館。

## 設施
澳門保安部隊博物館只設有一個展覽館（Sala de exposição）；展覽館的入口處擺放了四座大炮；而館內陳列具有歷史價值的葡萄牙軍隊及澳門警察曾使用的槍炮等軍事設備及澳門保安部隊在過去曾使用的物品、制服、通訊器材以及該部隊於2000年7月2日在防暴行動時擲過的CS催淚彈外殼等相關防暴設備。展覽館除展有軍械物品外，還展出過去如嘉思欄炮台與澳門軍事相關的照片外，也設有澳門警察銀樂隊的演奏樂器以及嘉思欄兵營的保安部隊事務局辦公大樓以及關閘邊檢大樓的模型。

## 鄰近地點
- 嘉思欄花園

## 資料來源
1. ↑  . 澳門保安部隊事務局.   [2012-04-19]. （原始内容存档于2013-06-15） （中文（繁體））.
2. ↑  王希富. . 新華澳報. 2011-05-04: 3  [2012-04-19] （中文（繁體））.[永久]
3. 1 2  . 澳門保安部隊事務局.   [2012-04-19]. （原始内容存档于2011-10-15） （中文（繁體））.
4. 1 2  . 澳門日報. : B04 （中文（繁體））.
5. ↑  黃東. . 訊報. : 06 （中文（繁體））.
6. ↑  . 澳門保安部隊事務局.   [2012-04-19]. （原始内容存档于2020-01-23） （中文（繁體））.